# 불설장수멸죄호제동자다라니경 (경기도 유형문화재 제215호)
불설장수멸죄호제동자다라니경(佛說長壽滅罪護諸童子陀羅尼經)은 대한민국 경기도 고양시 일산서구 탄현동, 원각사에 있는 조선시대의 불경이다. 2009년 2월 9일 경기도의 유형문화재 제215호로 지정되었다.

## 개요
이 경전은 오욕칠정(五慾七情)에 사로잡혀 온갖 악업을 짓고 그 악업으로 고통 받고 있는 중생이 선지식을 만나 자기가 지은 죄를 참회하고 다시는 악업을 짓지 않으면 죄를 멸하고 무병장수한다는 내용으로, 고려시대부터 꾸준히 간행되면서 일반인에게 상당한 영향을 끼쳐 왔다.
이 책의 뒷부분에 합철되어 있는 『불설대보부모은중경』은 부모의 은혜를 구체적으로 10가지로 나누어 설명하고 있다. ① 어머니 품에 품고 지켜 주는 은혜〔회탐수호은(懷耽守護恩)〕, ② 해산날에 즈음하여 고통을 이기시는 어머니 은혜〔림산수고은(臨産受苦恩)〕, ③ 자식을 낳고 근심을 잊는 은혜〔생자망우은(生子忘憂恩)〕, ④ 쓴 것을 삼키고 단 것을 뱉아 먹이는 은혜〔인고감은(咽苦甘恩)〕, ⑤ 진자리 마른자리 가려 누이는 은혜〔회건취습은(廻乾就濕恩)〕, ⑥ 젖을 먹여서 기르는 은혜〔유포양육은(乳哺養育恩)〕, ⑦ 손발이 닳도록 깨끗이 씻어주시는 은혜〔세탁불정은(洗濁不淨恩)〕, ⑧ 먼 길을 떠나갔을 때 걱정하시는 은혜〔원행억념은(遠行憶念恩)〕, ⑨ 자식을 위하여 나쁜 일까지 짓는 은혜〔위조악업은(爲造惡業恩)〕, ⑩ 끝까지 불쌍히 여기고 사랑해 주는 은혜〔구의련민은(究意憐愍恩)〕 등이다. 이와 같은 부모의 은혜를 갚는 구체적인 방법으로서 백중날(음력 7월 15일)에 부모를 위해서 삼보(三寶)에 공양하고, 이 경을 간행하여 널리 보급하도록 하였다. 이는 사람들에게 널리 알리는 공덕을 쌓도록 대승적으로 승화시키고 있다.
대부분의 장수멸죄호제동자다라니경은 부모은중경과 합철되어 있다. 아마도 온갖 악업에서 벗어나기 위해 참회하는 것과 못다 한 부모의 은혜를 갚는 것도 악업을 짓지 말고 모든 중생에게 효도하듯 갚아 나가면 대자유인이 된다는 의미에서 서로 상통하는 내용으로 파악했기 때문이라고 생각된다. 두 경전 모두 위경으로 알려져 있지만 일반인들에게 널리 유통된 경전으로 15세기에 간행된 것으로 당시의 일반인들의 불교신앙 형태를 알 수 있는 귀한 자료이다.

## 지정 사유
조선 초기 1484년에 판각되어 바로 인출된 초쇄본 불경으로 이와 동일한 서적이 보림사와 기림사 등 3곳에만 수장되어 있을뿐 다른 곳에서는 볼 수 없는 매우 희귀한 판본으로 인정되어 지정되었다.

## 같이 보기
- 불설장수멸죄호제동자다라니경

## 참고 문헌
- 불설장수멸죄호제동자다라니경 - 국가유산청 국가유산포털